# 细沟蛹螺
细沟蛹螺（学名：Pupa strigosa）为捻螺科蛹螺属的动物。分布于日本、菲律宾、台湾岛以及中国大陆的海南、广东等地，属于暖水性种。其常栖息于潮间带-潮下带砂质底。